# Gonzalagunia ciliata
Gonzalagunia ciliata är en måreväxtart som beskrevs av Julian Alfred Steyermark. Gonzalagunia ciliata ingår i släktet Gonzalagunia och familjen måreväxter. Inga underarter finns listade i Catalogue of Life.